# Oligoaeschna lieni
Oligoaeschna lieni är en trollsländeart som beskrevs av Yeh och Chen 2000. Oligoaeschna lieni ingår i släktet Oligoaeschna och familjen mosaiktrollsländor. Inga underarter finns listade i Catalogue of Life.